# 巴勒莫石碑

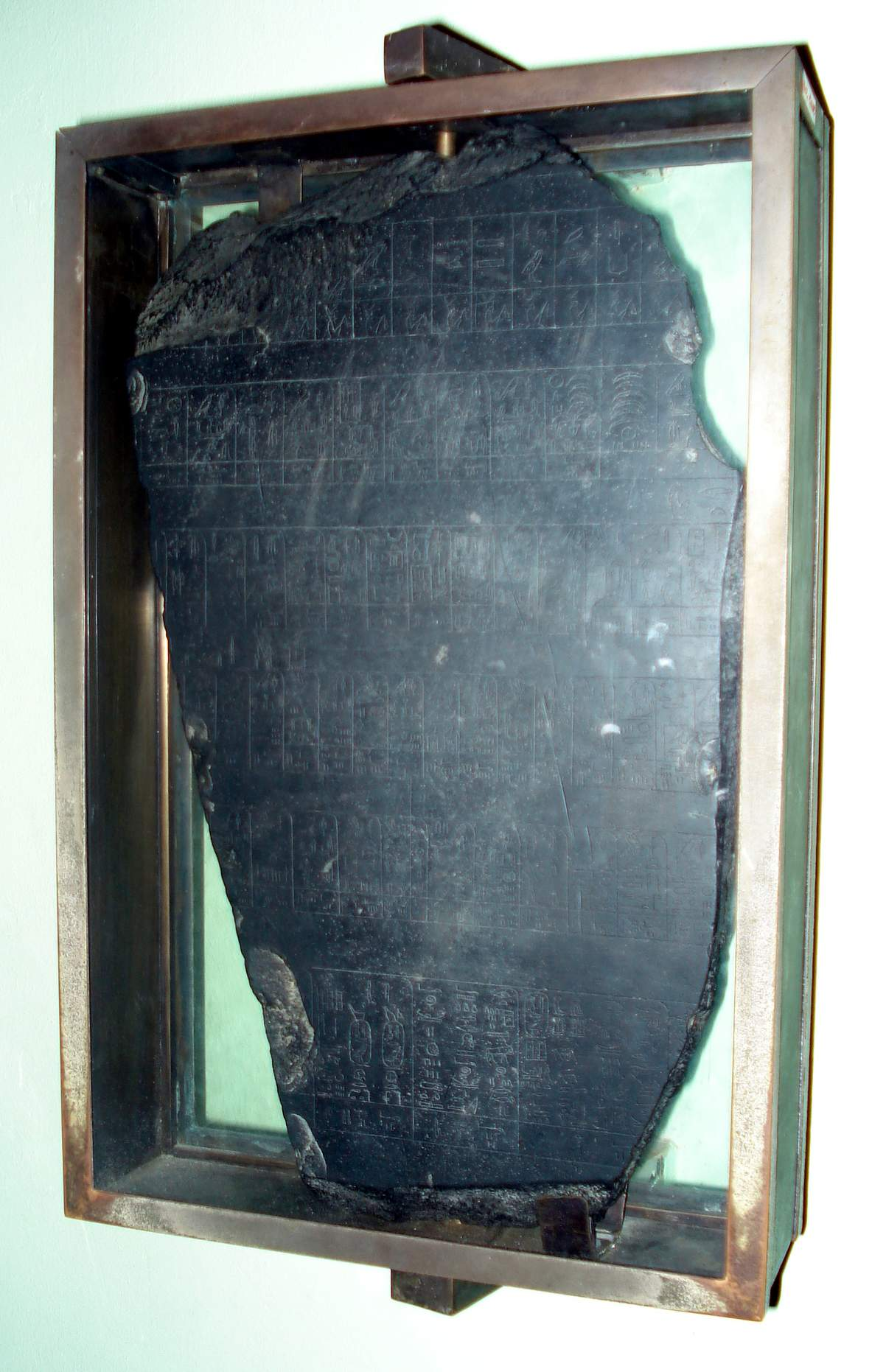
巴勒莫石碑，現時在意大利的巴勒莫

巴勒莫石碑（英語：Palermo Stone，又译帕勒摩石碑），又称巴勒莫石刻，是《古埃及古王國王家編年史》石碑的一塊大碎片，提供了古埃及前王朝至第五王朝时代国王及其重大活动时间的记录。
該碑現時被意大利巴勒莫的薩林納斯區立考古博物館收藏，「巴勒莫石碑」之名由此得來。王家編年史石碑另有碎片被開羅及倫敦的博物館收藏，不在巴勒莫。
原來的王家編年史石碑是刻在黑玄武岩上，在大約前25世紀的第五王朝末期被刻成。